# Jules Melquiond
Jules Melquiond (19 agosto 1941) è un ex sciatore alpino francese.

## Biografia
Sciatore polivalente com maggior propensione allo slalom speciale originario di Briançon, Jules Melquiond fece parte della nazionale francese che dominò lo sci alpino tra gli anni 1960 e i primi anni 1970; debuttò in campo internazionale in occasione della Coupe Émile Allais 1960 (Megève, 22-24 gennaio), dove si classificò 26º nella discesa libera, 23º nello slalom speciale e 21º nella combinata, e nel 1965 vinse lo slalom speciale della Kleinwalsertal (7 febbraio), lo slalom gigante e lo slalom speciale della 3-Tre, dove si piazzò anche 2º nella combinata (Madonna di Campiglio, 13-14 febbraio), e fu 2º nello slalom speciale del trofeo Tre Comuni Ladini, dove si classificò anche 2º nella combinata (Val Gardena, 19-21 febbraio).
Nel 1966 si piazzò 2º negli slalom speciali di Bad Hindelang (5 gennaio), del trofeo del Lauberhorn (Wengen, 16 gennaio) e del trofeo dell'Hahnenkamm (Kitzbühel, 22-23 gennaio), mentre fu 3º in quello della Coupe Émile Allais (Megève, 28-30 gennaio) e s'impose nello slalom speciale e nella combinata del trophée Les Trois Vallées (Courchevel, 2-6 marzo); nel prosieguo della stagione si classificò 3º nello slalom speciale della High Sierra Cup (Heavenly Valley, 1-3 aprile) e ai Mondiali di Portillo 1966, sua unica presenza iridata, si piazzò 12º nello slalom gigante e non completò lo slalom speciale.
Nel 1967 partecipò alla prima stagione della Coppa del Mondo: esordì nella gara inaugurale, lo slalom speciale disputato il 5 gennaio 1967 a Berchtesgaden classificandosi 2º alle spalle dell'austriaco Heini Messner; il 15 gennaio seguente a Wengen conquistò il suo secondo e ultimo podio, 3º nella medesima specialità dietro al connazionale Jean-Claude Killy e a Messner, e l'11 marzo l'ultimo piazzamento a punti, a Franconia sempre in slalom speciale (6º), nel circuito, nel quale prese per l'ultima volta il via il 1º febbraio 1969 a Sankt Anton am Arlberg in discesa libera (30º). La sua ultima gara in carriera fu lo slalom speciale del trofeo Ilio Colli disputato a Cortina d'Ampezzo il 7 febbraio dello stesso anno, non valido per la Coppa del Mondo, nel quale si piazzò al 5º posto; non prese parte a rassegne olimpiche.
È padre di Benjamin, a sua volta sciatore alpino.

## Palmarès

### Classiche
3-Tre
- - 2 vittorie (slalom gigante, slalom speciale a Madonna di Campiglio 1965)

### Coppa del Mondo
- Miglior piazzamento in classifica generale: 10º nel 1967
- 2 podi (entrambi in slalom speciale):
  - 1 secondo posto
  - 1 terzo posto

### Campionati francesi
- 1 oro (discesa libera nel 1965)[16]